# The GloFiles Pt.1
The GloFiles Pt. 1 è il ventottesimo mixtape del rapper statunitense Chief Keef, pubblicato l'11 maggio 2018 dalle etichette discografiche Glo Gang e RBC Records.

## Tracce
1. Dolo – 3:29
2. Stars – 3:17
3. Outerspace Glo – 2:54
4. Dispet – 2:39
5. Carolina – 3:14
6. Long – 1:48
7. Binoculars – 4:10
8. Hell Yeah – 2:07
9. Respect – 3:11
10. Yeah – 3:42
11. Police – 3:48
12. Me – 3:15
13. We Want War – 2:51